# ダウン (バンド)
ダウン（Down）は、アメリカ・ニューオーリンズ出身のヘヴィメタルバンド。元パンテラのフィル・アンセルモを中心としたスーパーグループである。

## 来歴
1991年、当時パンテラのボーカリストだったフィル・アンセルモと、コロージョン・オブ・コンフォーミティのギタリストのペッパー・キーナン、クロウバーのカーク・ウィンドスタインとトッド・ストレンジ、そしてアイヘイトゴッドのギタリストであるジミー・バウアーによって結成される。彼らは以前からの友人同士であり、ブラック・サバスやセイント・ヴァイタス、トラブルなどを好んで聴いていた。この音楽的嗜好はそのままダウンの音楽性に反映されることになる。バンドは地元で小規模なライヴを行う一方で、メンバーが誰であるかを伏せたままデモ音源を配布。これが評判を呼び全米に流通。ある日のライヴでエレクトラ・レコードの重役が実際に演奏するダウンを目にしたことで、デモ音源を作ったバンドの正体を知り、レコード契約を提示した。
1995年にデビュー・アルバム『NOLA』を発表。ビルボード初登場55位を記録すると、本国アメリカでプラチナム・ディスクを獲得。アルバムをプロモートする短いツアーを行った後、メンバーはそれぞれのバンドに戻り、ダウンは活動を休止することになった。
1999年に活動を再開。同時にパンテラのレックス・ブラウンがベーシストとして加わる。2001年の秋から冬にかけてアンセルモの自宅スタジオであるNodfertu’s Lairでレコーディングを行い、翌2002年に二作目となる『Down II』を発表。オズフェストのセカンド・ステージで全米を周った後に再び沈黙に入る。
2006年に新たにワーナー・ブラザース・レコードと契約し再始動。一年間を曲作りとライヴにあて、2007年に『III: Over The Under』をリリース。その内容はパンテラの解散とダイムバック・ダレルの死、ハリケーン・カトリーナによってもたらされた災害に対するバンドの怒り、そしてアンセルモ自身の薬物依存症からの脱却など、濃いテーマを扱ったものとなった。ビルボードでは初登場26位、初週の売上が2万9000枚。ローリング・ストーン誌の2007年の年間アルバム50で37位に選ばれ、翌年のメタル・ハマー・アワーズの最優秀アルバムにノミネートされた。
リリースに先行してメガデスとヘヴン・アンド・ヘルとツアーを周り、それが終わるとヘッドライナーとして長期のツアーに出る。2008年にはLOUD PARK出演のため来日した。
新作の制作が何度か噂になる中でバンドは2006年のツアーの模様を収録したライヴアルバム『Diary of a Mad Band』を2010年にリリース。2011年にはレックス・ブラウンが脱退し、クロウバーのベーシストであるパット・ブルーダーが加入。新体制のもとで2012年には5年ぶりとなる『Down IV Part I - The Purple EP』をリリースした。
2014年、LOUD PARKに再び出演。

## メンバー

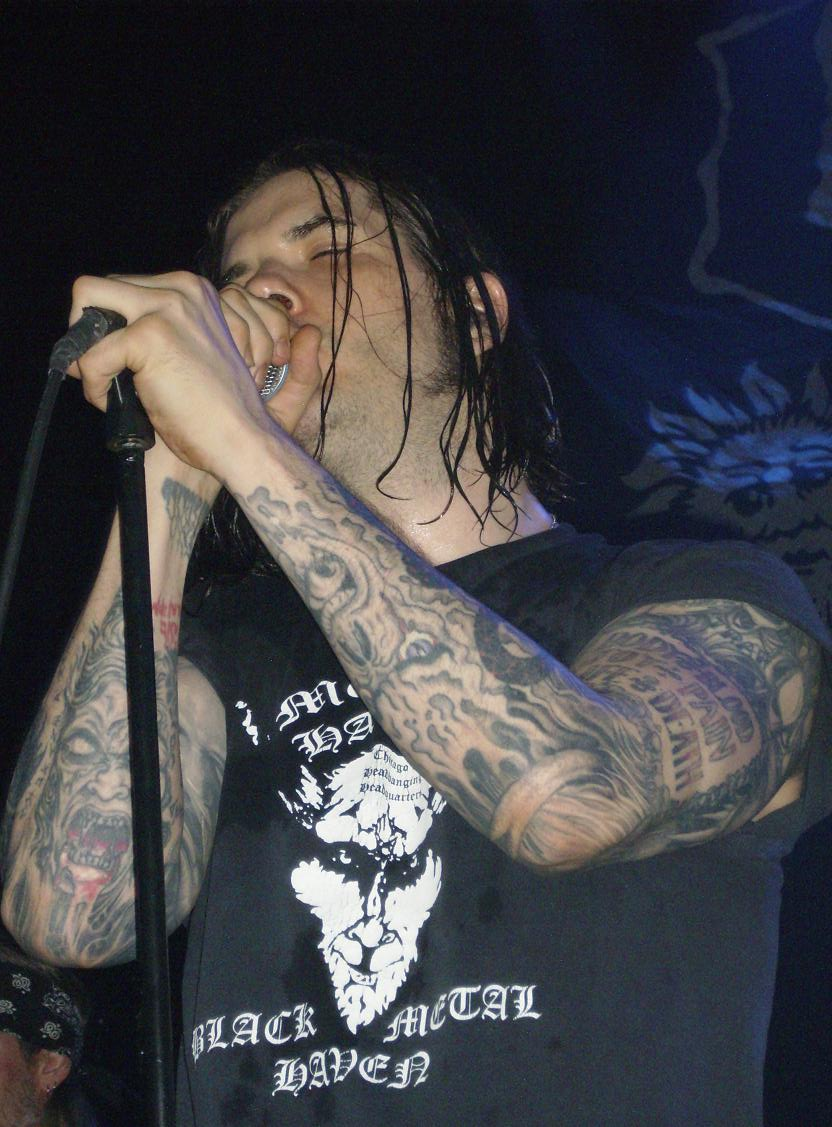
フィル・アンセルモ

- フィル・アンセルモ - ボーカル、ギター (1991-)
- ペッパー・キーナン - ギター (1991-)
- カーク・ウィンドスタイン - ギター、ベース (1991-)
- パット・ブルーダー - ベース (2011-)
- ジミー・バウアー - ドラム (1991-)

@ Hellfest 2013
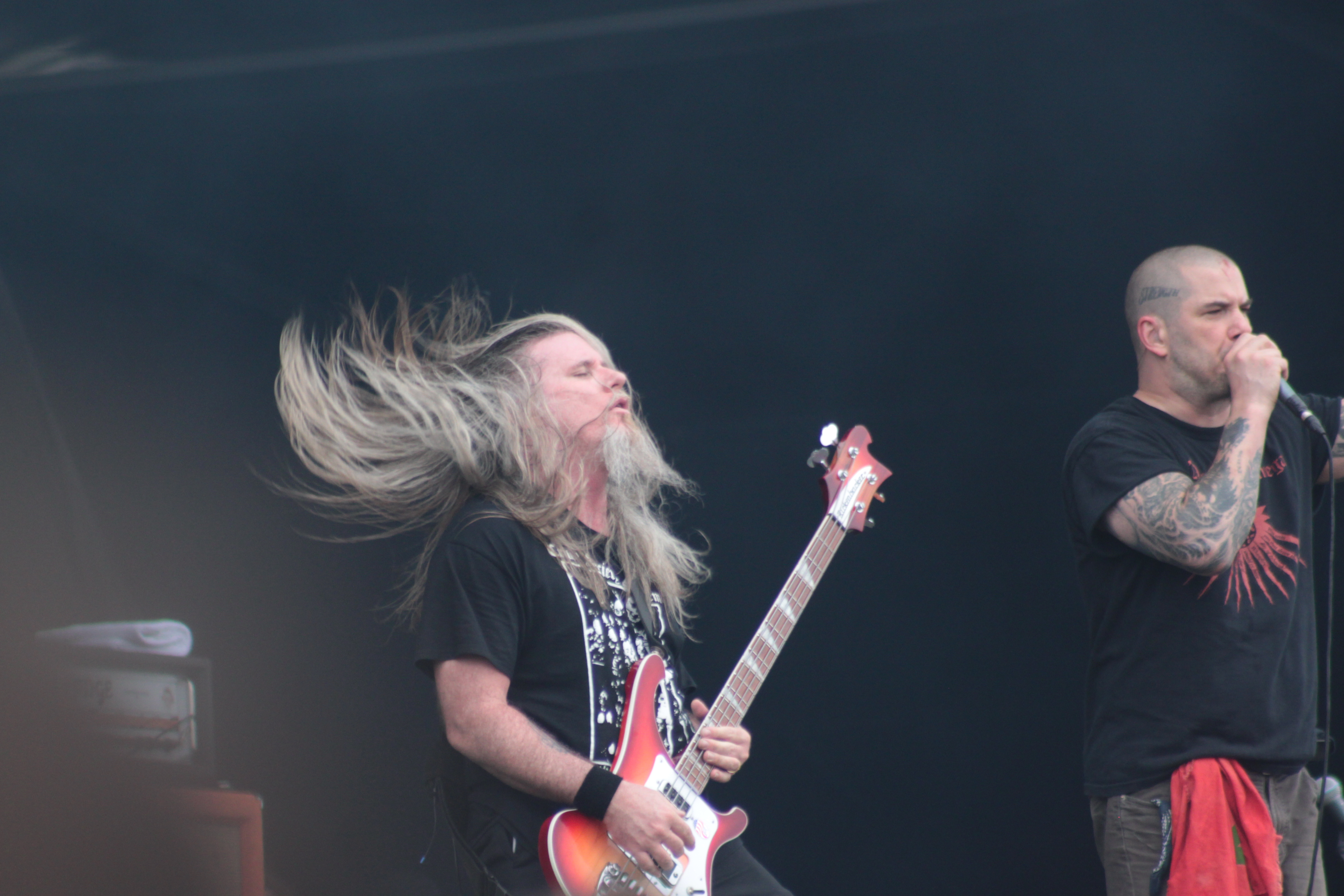
Patrick Bruders & Phil Anselmo
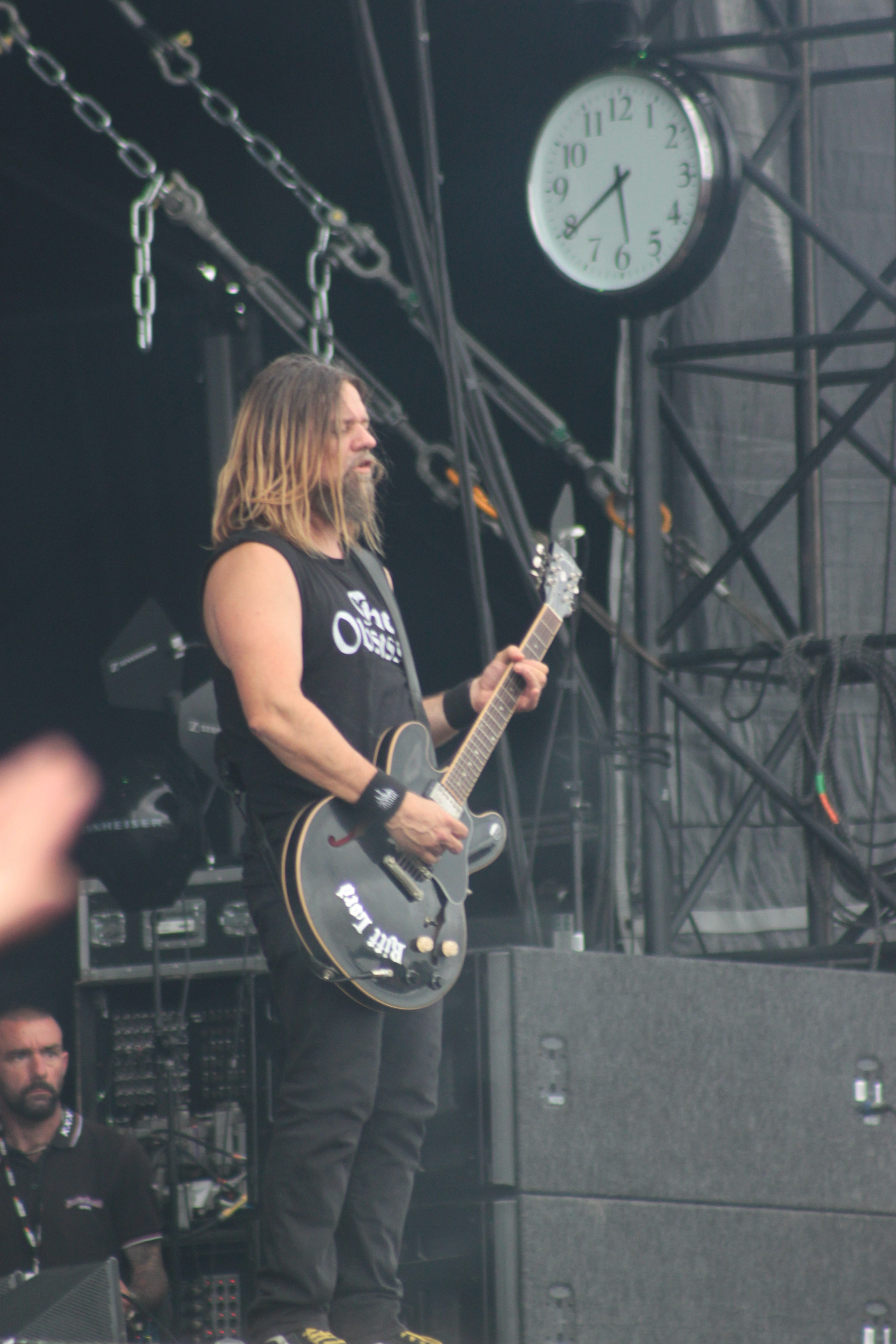
Pepper Keenan
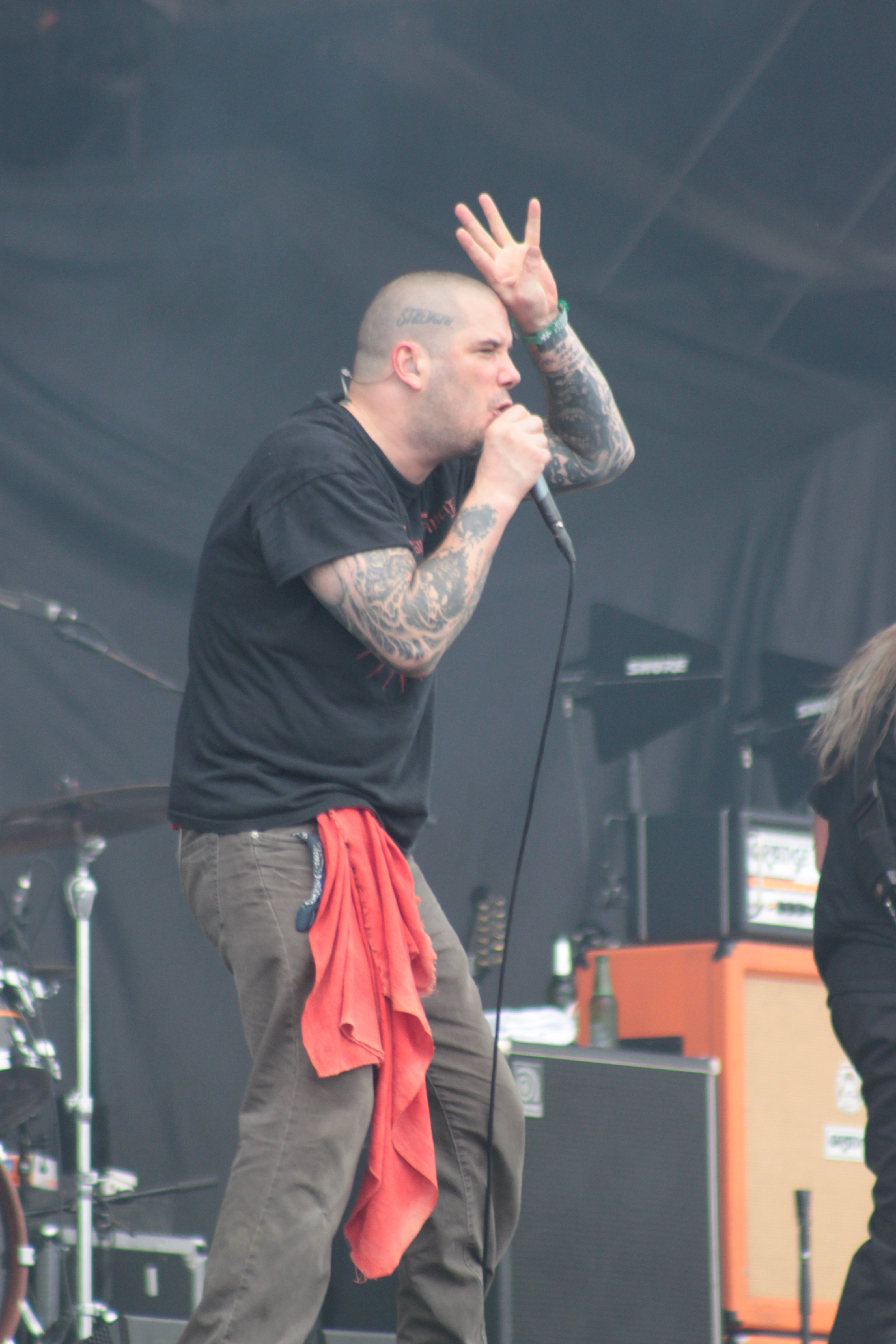
Phil Anselmo
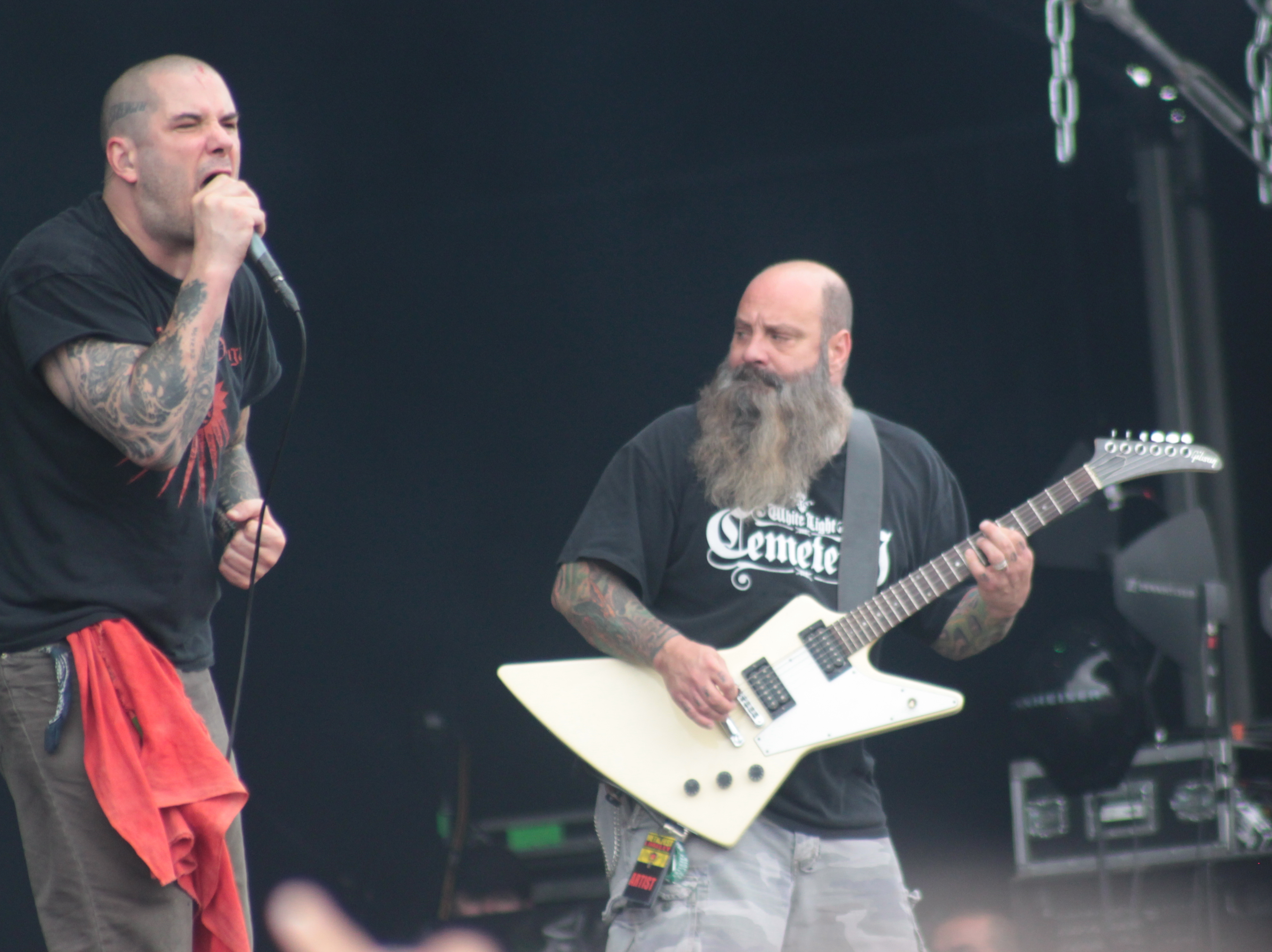
Phil Anselmo & Kirk Windstein

### 元メンバー
- トッド・ストレンジ - ベース (1991-1999)
- レックス・ブラウン - ベース (1999-2011)

## ディスコグラフィ

### アルバム
- NOLA  (1995)

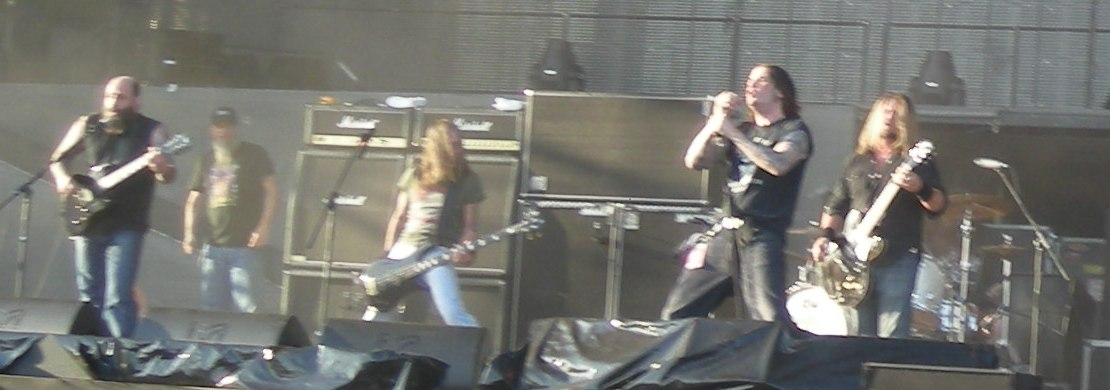
イタリアのボローニャでのライヴ（2008年）

- Down II: A Bustle in Your Hedgerow  (2002)
- Down III: Over the Under  (2007)

### EP
- Down IV, Part I: The Purple EP  (2012)

### ライヴアルバム
- Diary of a Mad Band: Europe in the Year of VI  (2010)